# John Leijten
John Leijten (10 ottobre 1965) è un ex giocatore di football americano e allenatore di football americano australiano naturalizzato olandese, che ha giocato come linebacker.

## Palmarès
- 2 World Bowl (Amsterdam Admirals, 2005, 2006)
- 1 German Bowl (Cologne Crocodiles, 2000)
- 1 Tulip Bowl (Rotterdam Trojans, 1996)
- 1 Runners-Up Bowl (Tilburg Steelers, 1991)